# 필리피 (그리스)

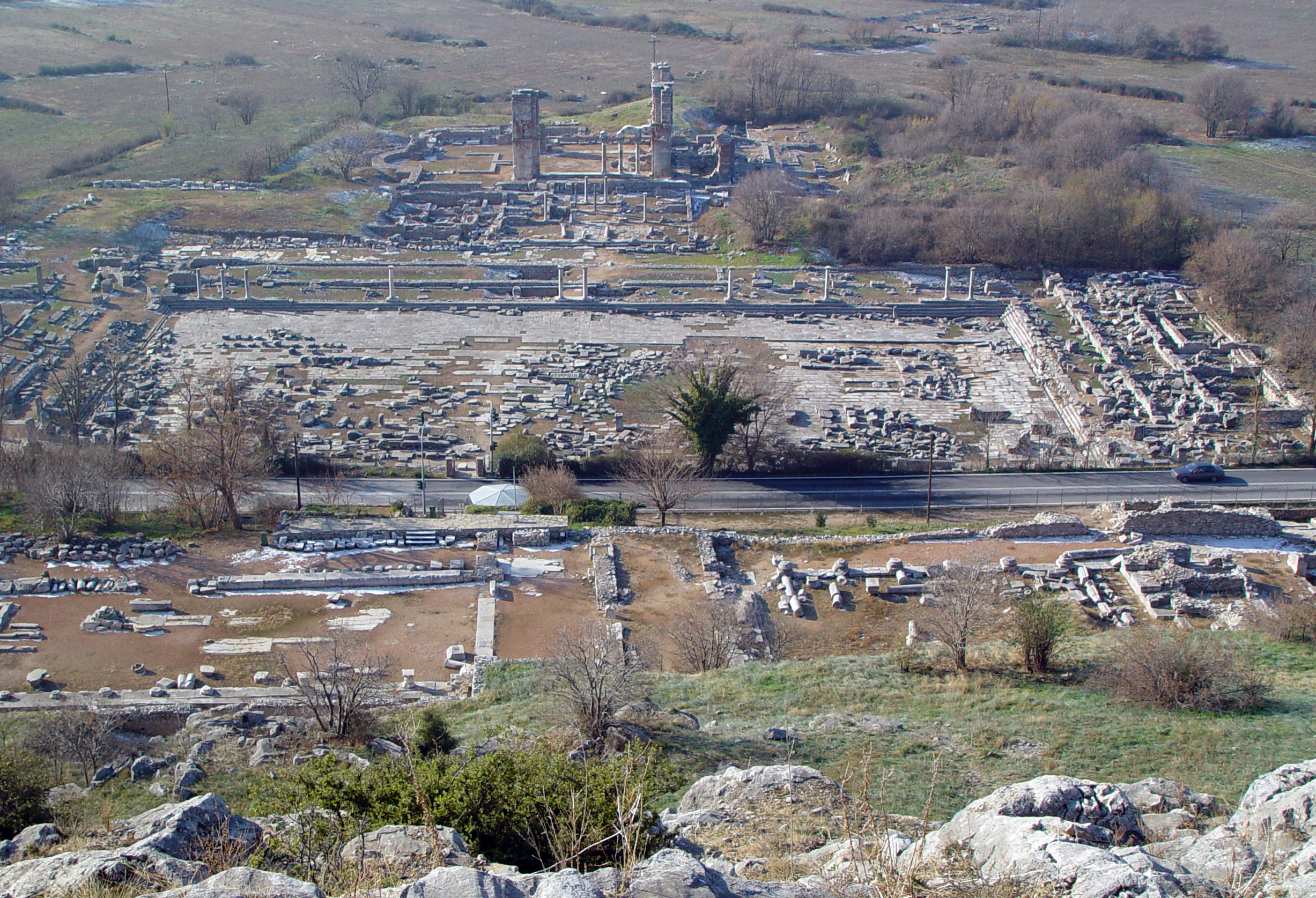
도시 중심지 유적

필리피(라틴어: Philippi), 필리포이(고대 그리스어: Φιλιπποι, Phílippoi /fˈləˌpaəi, ˈfˈləˌpaimp/) 또는 빌립보는 인근 섬인 타소스섬 북서쪽에 있는 그리스의 주요 도시였다. 원래 이름은 기원전 360/359년에 타시아 식민지 개척자들이 설립한 이후 크레니데스(그리스어: Κρτνῖδες, Krēnĩdes "Fountains")였다. 이 도시는 기원전 356년 마케도니아의 필립 2세가 이름을 바꿨고, 14세기 오스만 제국의 정복 이후 버려졌다. 현재 필리포이(Filippoi) 마을은 고대 도시 유적지 근처에 있으며, 그리스 카발라(Kavala)의 동마케도니아(East Macedonia)와 트라키아(Thrace) 지역 일부다. 이 고고학 유적지는 탁월한 로마 건축물, 로마 자체를 더 작게 반영한 도시 레이아웃, 초기 기독교에서 중요성으로 인해 2016년 유네스코 세계유산으로 분류되었다.